# Xã Bartley, Quận Griggs, Bắc Dakota
Xã Bartley (tiếng Anh: Bartley Township) là một xã thuộc quận Griggs, tiểu bang Bắc Dakota, Hoa Kỳ. Năm 2010, dân số của xã này là 25 người.